# Cantonul Noirmoutier-en-l'Île
Cantonul Noirmoutier-en-l'Île este un canton din arondismentul Les Sables-d'Olonne, departamentul Vendée, regiunea Pays de la Loire, Franța.

## Comune
- Barbâtre
- L'Épine
- La Guérinière
- Noirmoutier-en-l'Île (reședință)